# Convent de Santa Teresa (Lleida)
|  | No s'ha de confondre amb la parròquia-santuari de Santa Teresina de Lleida. |

Convent de Santa Teresa és una obra de Lleida protegida com a bé cultural d'interès local.

## Descripció
Es tracta d'un convent que consta d'una església amb un pati-claustre i espais coventuals de planta baixa i quatre plantes d'alçada. El tractament de la façana es caracteritza per línies i obertures austeres, destacant d'aquesta forma l'escut barroc instal·lat sobre la porta d'entrada. L'estructura consta de murs de càrrega, carreus de pedra arrebossada i cobertura de teula àrab.
De l'església destaquen els esgrafiats i les pintures del cimbori. Darrere el fons de l'actual escenari es conserva un mural del màrtir Sant Anastasi pintat als anys 60 per l'artista targarí Jaume Minguell.

## Història
El 5 de març de 1673 el prior dels frares descalços demanava a la Paeria lloc i auxili per fundar el convent de monges carmelites descalces. A canvi que l'església fos dedicada a St. Anastasi, la Paeria concedí 500 escuts. La generositat del canonge Francesc Pastor també hi va constribuir. Durant la Guerra de Successió, la Guerra d'Independència i la Guerra Civil les monges van haver d'abandonar el convent i l'edifici es va destinar a diferents funcions (hospital, centre d'asil de refugiats etc.) Acabada la Guerra, les monges tornaren i l'edifici recuperà la seva funció original. Va tancar les portes l'any 1987, passant a ser propietat municipal. Des de l'any 1984 fins al 1994 s'hi instal·là el Conservatori Municipal de Música, i finalment, el 23 de març de 2000, s'inaugurà la rehabilitació de l'església com a teatre.
Actualment és un espai teatral vinculat al Teatre Municipal de l'Escorxador. El 3 de maig de 2013 va rebre el nom de Teatre Municipal Julieta Agustí en homenatge a la creadora del Centre de Titelles de Lleida.